# Bulbophyllum murkelense
Bulbophyllum murkelense là một loài phong lan thuộc chi Bulbophyllum.